# Aureliano Milani
Aureliano Milani, né en 1675 à  Bologne et enterré le 20 septembre 1749 dans la même ville, est un peintre, dessinateur et graveur baroque italien du XVIIe et XVIIIe siècles actif principalement à Bologne.

## Biographie

### Débuts de vie
Aureliano Milani naît dans une famille pauvre à Bologne en 1675. Il apprend la peinture avec son oncle Giulio Cesare Milani, puis avec les peintres Lorenzo Pasinelli et Cesare Gennari, lui permettant de développer un style personnel. Peu à peu, il s'éloigne du style du baroque tardif pour rejoindre celui des éminents Carracci. Il étudia beaucoup de leurs œuvres, autant celles dans maison de son mécène, le comte Alessandro Fava, que dans le Palais Magnani de Bologne. Il reproduit à l'huile La Resurrezione d'Annibale Carracci et reproduit quelques dessins de l'œuvre.
Son père et lui sont confiés la tâche de la redécoration de la façade du couvent des Servites par Giambattista Bernardi, un autre de ses mécènes. Selon son père, c'est là que Milani peint ses premières vraies œuvres, un Massacre de Saint Ursule, puis une Résurrection, dans le même style qu'Annibale Carracci. Il y peint aussi à fresque le dortoir du couvent de la Sainte Annonciation à la Basilique Santa Maria dei Servi.
Il acquiert par la suite une certaine renommée et le Duc de Parme, François Farnèse, lui commande même quelques tableaux. C'est aussi à cette époque qu'il lit les histoires de Virgile, et avait été frappé par l'épisode du duel entre Énée et Turnus, thème qui sera repris plus tard dans plusieurs de ses peintures.

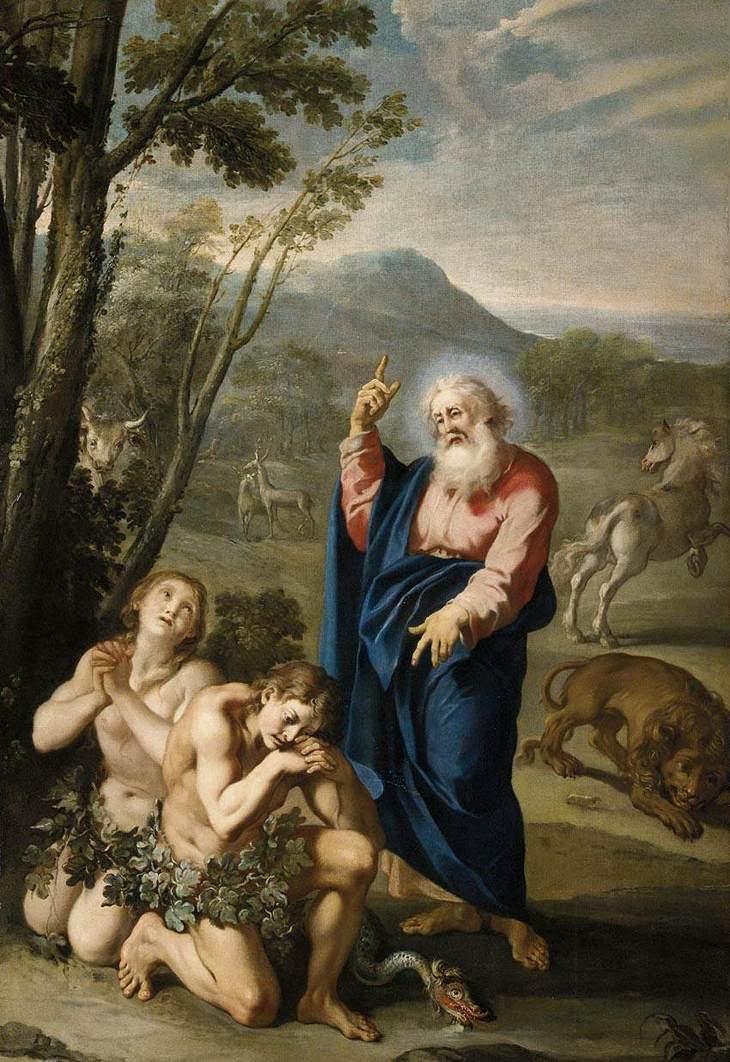
Cacciata dal Paradiso.

### Milani à Rome
À 24 ans, Milani a déjà fondé une famille et a plusieurs enfants. Pour subvenir à leurs besoins, il s'installe en 1718 à Rome et y reste quelques années. À Rome, le cardinal Camillo Paolucci lui confie la réalisation de fresques pour la Cathédrale San Pancrazio d'Albano. Il peint les retables de l'Église Santi Bartolomeo e Alessandro dei Bergamaschi, pour la Basilique Santi Giovanni e Paolo et dans l'abside de l'Église Santa Maria Maddalena. On peut aussi retrouver ses retables dans l'Église San Marcello al Corso, dans la chapelle de Pérégrin Laziosi. Il peint aussi à la fresque la galerie du Palazzo Doria-Pamphili (en).
Il dessinait beaucoup, principalement à la craie noire avec appuis au crayon blanc. Il était aussi graveur sur cuivre. Il meurt à Bologne en 1749, et est enterré le 20 septembre.

## Œuvres
Liste non-exhaustive de ses œuvres :
- Saint Jean Baptiste, Église Santi Bartolomeo e Alessandro dei Bergamaschi, Rome ;
- Saint Jérôme et le bienheureux Napoleone Ghisilieri ;
- La Deposizione e La cattura di Cristo, dans l'église paroissiale de Concordia sulla Secchia.

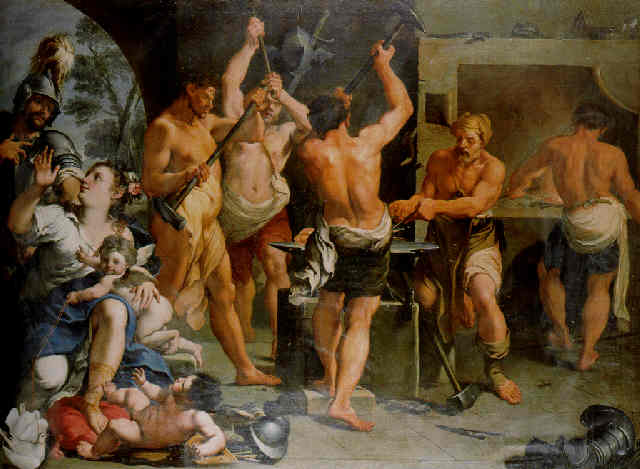
Venere e Marte nella fucina di Vulcano.
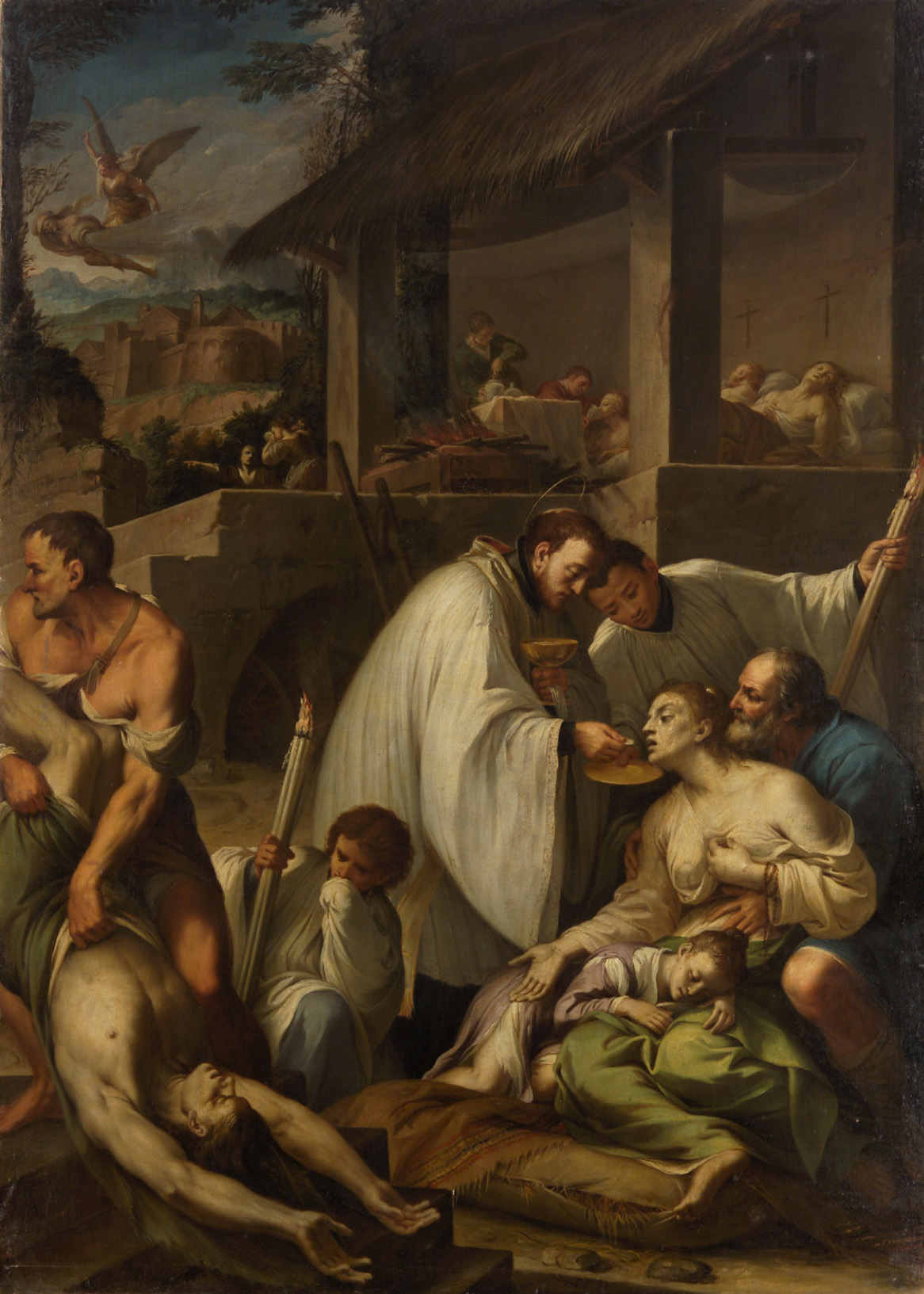
San Luigi Gonzaga con i malati di peste.
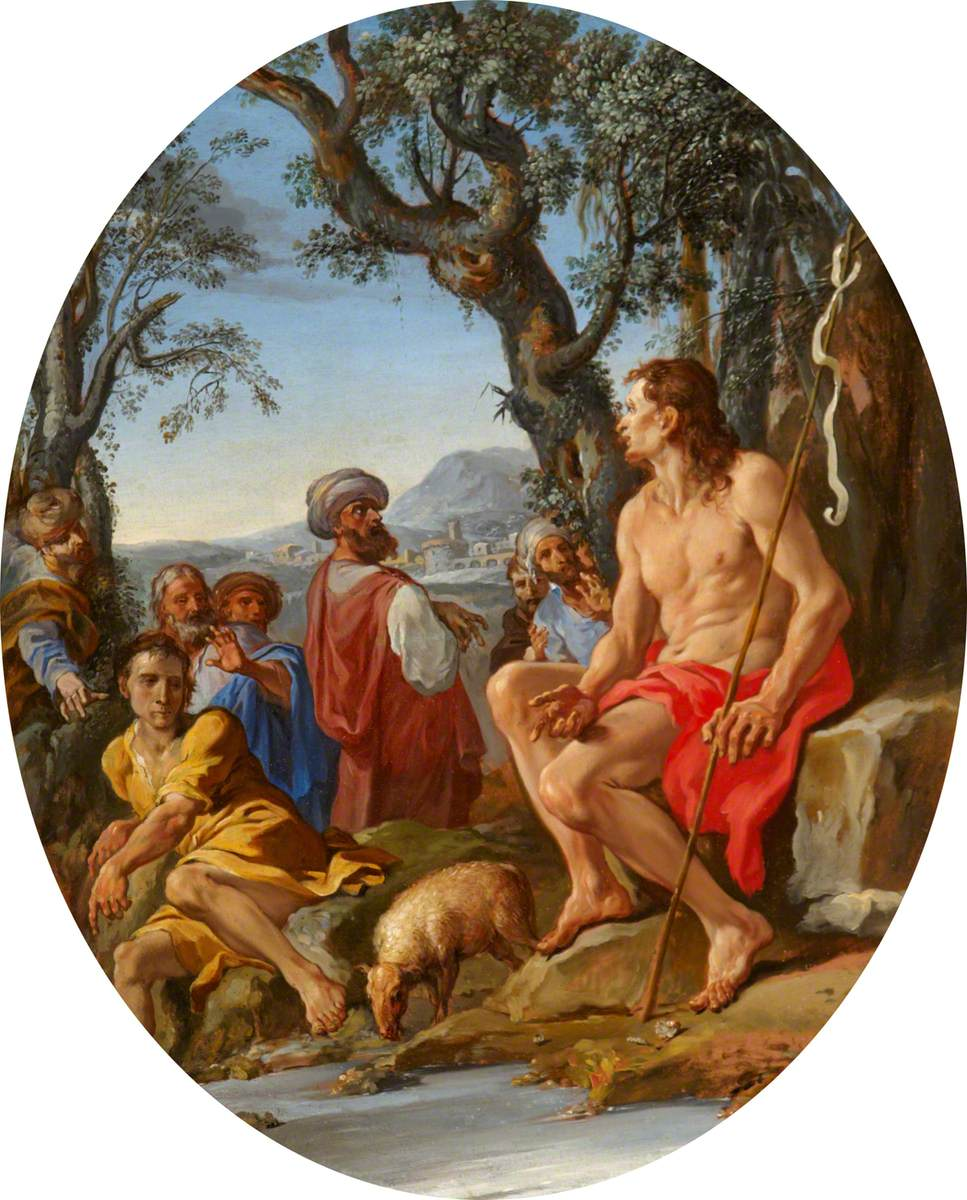
La predicazione di San Giovanni Battista 1738.
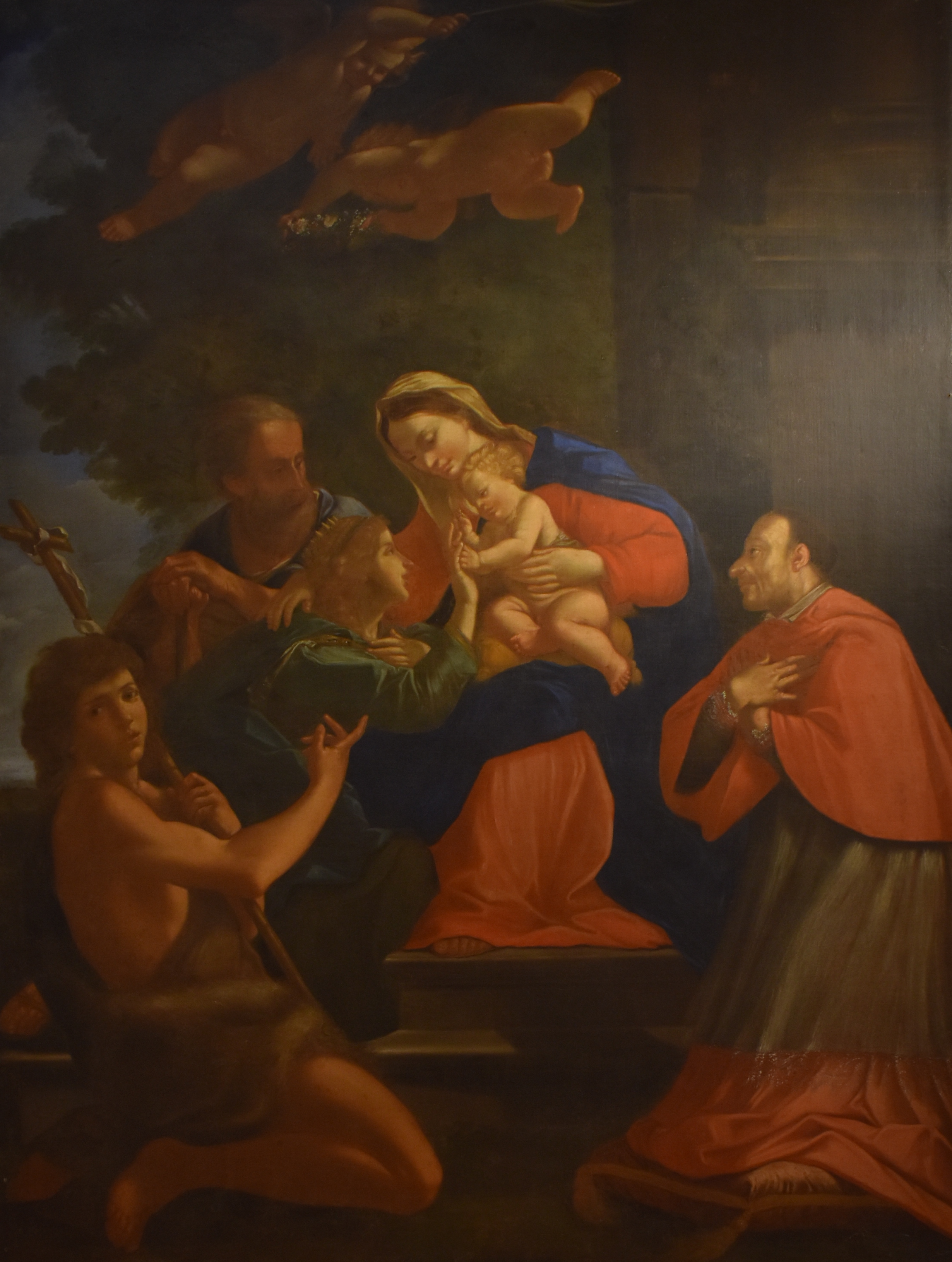
Matrimonio mistico di Santa Caterina d'Alessandria alla presenza di San Carlo Borromeo e San Giovanni Battista 1718.